# Bản sư
Bản sư (zh. běnshī 本師, ja. honshi), người Nam thường đọc Bổn sư, là "vị thầy gốc", "chân sư". Danh hiệu này được hiểu theo nhiều cách: 
1. Phật Thích-ca Mâu-ni, người sáng lập Phật giáo. Câu tụng niệm thường gặp là Nam-mô Bản sư Thích-ca Mâu-ni Phật.
2. Vị Khai tổ của một tông phái Phật giáo;
3. Vị thầy đã truyền giới cho một người;
4. Vị thầy đã ấn khả chứng minh cho một người. Rất có thể rằng, một thiền sinh đã tu học với nhiều vị Lão sư nhưng Bản sư chỉ là người đích thân ấn khả cho thiền sinh—một cách hiểu theo Thiền tông.